# 寺田明日香
寺田 明日香（てらだ あすか、1990年1月14日 - ）は、北海道札幌市白石区出身の陸上競技選手。女子100メートルハードルの元日本記録保持者、元7人制女子ラグビー選手。

## 人物
札幌市立柏丘中学校を経て北海道恵庭北高等学校を卒業後、北海道ハイテクノロジー専門学校へ進学して陸上競技部（北海道ハイテクAC）に籍を置く。23歳で陸上競技選手を引退した翌年に結婚、早稲田大学人間科学部（通信教育課程）へ進学し、出産。
2016年9月に7人制ラグビーへ転向し、2019年4月7日に陸上競技の復帰初戦を迎えた。
2021年には自身初のオリンピックとなる、東京オリンピックに出場。日本人選手としては21年ぶりに女子100ｍハードルで準決勝に進出した。
2021年11月に株式会社Brighter Hurdlerを設立した。
2021年12月に一般社団法人A-STARTを設立した。
母は100mと200mを専門とした陸上短距離選手、父は400mハードル選手で、ともに全道大会で優勝してインターハイに出場した。
ユニフォームについては自身でデザインしたり、勘違いされやすい規定を発信したり、時には足首まで覆われたものでレースに臨むこともある。
「人生のハードルの楽しみ方」等をテーマにして講演活動もしている。

## 主な記録
- 100mハードル元日本記録（12秒87）、U-20日本記録（13秒05＝2009年世界ジュニアランキング1位）、前日本高校記録（13秒39）
- 2019年9月1日に開催された「富士北麓ワールドトライアル2019」の女子100mハードルで、12秒97（追い風1.2m）の日本新記録を樹立[7]。
- 2021年4月29日に開催された「サトウ食品日本グランプリシリーズ広島大会第55回織田幹雄記念国際陸上競技大会」の女子100mハードルで、自身の持つ日本記録を更新する12秒96（追い風1.6m）の日本新記録を樹立。
- 2021年6月1日に開催された第8回木南道孝記念陸上競技大会女子100mハードル予選において、12秒87（追い風0.6m）で日本記録を更新。
- 2023年5月7日に開催された第10回木南道孝記念陸上競技大会女子100mハードル決勝において、12秒86（追い風0.7m）で自己記録を0秒01更新（日本歴代2位）。同月のゴールデングランプリでも同じ12秒86（追い風0.4m）を記録して優勝。

## 日本代表歴
- 2009年世界陸上競技選手権大会
- 2010年アジア競技大会における陸上競技
- 2019年世界陸上競技選手権大会
- 2020年東京オリンピックの陸上競技

## 略歴
- 1990年 札幌市白石区にて出生。
- 1999年 小学4年生から陸上競技を始めて全国大会に出場する。全国小学生陸上競技交流大会で、5年時に5年100m、6年時に6年100m、それぞれ全国2位となる。
- 2005年 高校に入学してハードルを始め、インターハイの100mハードルで史上2人目の3連覇。2007年高校3年時には100mハードル、100m、4x100mリレーでそれぞれ優勝して3冠となり大会最優秀選手に選出され、北海道選手権で13秒39を記録して日本高校記録を更新する。
- 2008年 高校を卒業し、高校の陸上部監督中村宏之が指導する北海道ハイテクACに所属し、日本陸上競技選手権大会に出場して同種目史上最年少で初優勝し、ポーランドのビドコシチで開催された世界ジュニア選手権に出場する。
- 2009年 シーズン開始直前に虫垂炎を患うも、日本選手権の100mハードルで13秒05を記録して自己ベストと日本ジュニア記録を更新して2連覇し、同時にB標準記録の13秒11を通過してベルリン世界選手権に出場する。日本選手権と南部記念で記録した13秒05は2009年世界ジュニアランキング1位である。中国の広州で開催されたアジア陸上競技選手権大会で銀メダルを獲得する。
- 2010年 日本選手権で3連覇し、広州で開催されたアジア大会代表に選出されて5位で入賞する。
- 2013年6月 陸上競技を引退して北海道ハイテクACを離れる。
- 2014年3月 国内大手監査法人勤務の佐藤峻一氏（現・スポーツマネジメント会社代表）と婚姻を結んだ。
- 2014年4月 早稲田大学人間科学部人間情報学科へ入学する。
- 2014年8月8日 女児を出産する。
- 2016年9月 7人制ラグビー[8]を始める。同年末に行われた日本代表トライアウトに合格し、翌年1月から日本代表練習生として活動した。5月に試合中に相手選手と交錯し右足腓骨を骨折。
- 2017年12月 パソナに入社[9]。
- 2019年 陸上競技に復帰する。6月に行われた日本選手権で9年ぶりの表彰台となる3位、8月に19年ぶりに13秒00の日本タイ記録に並ぶ。9月に日本人として初めて13秒の壁を破る12秒97の日本新記録を樹立。10月に10年ぶりにドーハ世界選手権に出場した。
- 2021年2月、ワークウェアスーツ（株式会社オアシスライフスタイルグループ）のキービジュアルモデルに起用された[10]。
- 2021年4月1日、ジャパンクリエイトグループと所属契約[11]。
- 2021年4月29日に開催された第55回織田幹雄記念国際陸上競技大会で、自身の持つ日本記録を更新する12秒96（追い風1.6m）の日本新記録を樹立。
- 2021年6月1日に開催された第8回木南道孝記念陸上競技大会女子100mハードル予選において、12秒87（追い風0.6m）の日本新記録を樹立。決勝は12秒89（追い風0.3m）。
- 2021年6月26日　13秒09で日本選手権で全種目を通じて歴代最長ブランクとなる11年ぶりの優勝(4回目)。
- 2021年8月 2020年東京オリンピックでは日本人選手として21年ぶりに同種目で準決勝まで進んだが、準決勝では13秒06で1組6着となり決勝進出はならなかった[12]。
- 2021年11月　株式会社Brighter Hurdlerを設立し、代表取締役に就任
- 2021年12月　一般社団法人A-STARTを設立し、代表理事に就任
- 2022年5月　ゴールデングランプリに出場し13秒07（向かい風0.1m）で日本人2位（全体4位）に入る。以降シーズンは事実上の休養。
- 2023年5月　第10回木南道孝記念陸上競技大会女子100mハードル決勝において、12秒86（追い風0.7m）で自己記録を0秒01更新（日本歴代2位）。同月のゴールデングランプリでも同じ12秒86（追い風0.4m）を記録して優勝。
- 2023年6月3日　同一レース12秒台4名の激戦を制し、12秒95で日本選手権、5回目の優勝。2位の青木益未とは0.007秒差だった[13]。
- 2023年8月　自身3度目、4年ぶりに世界陸上に出場した。
- 2024年2月　イラン・テヘランで行われた第11回アジア室内陸上競技選手権大会女子60ｍハードルで銀メダルを獲得した。

## 自己ベスト記録
| 種目  | 記録   | 風速            | 大会                                  | 場所                        | 日付                       | 備考 |
| ----- | ------ | --------------- | ------------------------------------- | --------------------------- | -------------------------- | ---- |
| 100m  | 11秒63 | +0.8m/s         | 南部記念                              | 北海道札幌市                | 2019年7月7日               |      |
| 100mH | 12秒86 | +0.7m/s +0.4m/s | 木南道孝記念陸上 ゴールデングランプリ | 大阪府大阪市 神奈川県横浜市 | 2023年5月7日 2023年5月21日 |      |

## 関連書籍
- 『福島千里の走りを身につける!中村式 走力アップトレーニング』（中村宏之（著）、洋泉社、2011/9、トレーニングの写真モデルとして寺田を多数掲載、ISBN 978-4862487926）